# Life or Something Like It
Life or Something Like It (br Uma Vida em Sete Dias / pt Sete Dias e Uma Vida), lançado em 2002, é um filme de comédia romântica e comédia dramática estadunidense dirigido por Stephen Herek. O filme centra-se na repórter de televisão Lanie Kerrigan (Angelina Jolie) e sua busca para encontrar um significado em sua vida. A trilha sonora original foi composta por David Newman. Na cena dos grevistas, Jolie canta (I Can't Get No) Satisfaction dos Rolling Stones. Os slogans do filme são: "O destino é o que você faz dele" e "E se você tivesse apenas 7 dias para viver?"
A maior parte do filme foi gravada em Seattle, Washington, apesar de partes terem sido filmadas no centro de Vancouver, na Colúmbia Britânica. A estação de TV no filme, KQMO, era na verdade a estação de TV de Seattle KOMO-TV (o logo da KOMO foi alterado no set de KOMO 4 News e em vários veículos de notícias da KOMO, além de algumas bandeiras de microfone). Várias personalidades da KOMO fazem aparições; entre eles, Dan Lewis e Margo Myers (esta última transferida para a KIRO-TV em janeiro de 2005), âncora do tempo e apresentadores da Front Runners, Steve Pool, e o âncora do fim de semana Theron Zahn. Outras personalidades da KOMO que fizeram aparições breves incluem John Sharify e a repórter Michelle Esteban. Além disso, as âncoras Pamela Martin e Jill Krop, de Vancouver, que na época trabalhavam na BCTV, apareceram brevemente em cenas filmadas nos estúdios da BCTV.
O filme foi uma perda comercial e financeira, arrecadando apenas US$16,872,671 contra seu orçamento de US$40,000,000.
O desempenho de Jolie no filme lhe rendeu uma indicação ao Framboesa de Ouro de Pior Atriz.

## Sinopse
Lanie Kerrigan, repórter de TV bem-sucedida de Seattle, entrevista o autoproclamado profeta Jack, para descobrir se ele realmente pode prever as pontuações de futebol. Em vez disso, o Profeta Jack não só prevê a pontuação de futebol, e que vai granizo no dia seguinte, mas também que Lanie morrerá em sete dias, na quinta-feira seguinte. Quando suas duas primeiras profecias se tornam realidade, Lanie entra em pânico e novamente se encontra com Jack para pedir outra profecia para testá-lo novamente. Jack diz que haverá um terremoto relativamente significativo em São Francisco às 9h06, o que também acontece. Agora, Lanie está convencida de que ela vai morrer e é forçada a reavaliar sua vida.
amigos
Enquanto aguarda este momento, Lanie tenta encontrar consolo em seu famoso namorado do jogador de beisebol Cal Cooper e em sua família, mas há pouco lá. Sua ambição ao longo da vida, a de aparecer na televisão em rede, começa a parecer um sonho distante. Em seu desespero, ela comete erros profissionais, mas acaba encontrando apoio em uma fonte improvável: o seu arqui-inimigo, o cinegrafista Pete Scanlon, com quem uma vez teve sexo casual . Ele a apresenta a uma nova abordagem à vida; para viver cada momento de sua vida e fazer o que quer que ela sempre quisesse fazer. Lanie se muda com Pete por um dia, e ele a apresenta ao filho Tommy, que mora com sua mãe, e eles passam um dia inteiro juntos com Tommy. Naquela noite eles dormem juntos pela segunda vez. No dia seguinte, Lanie recebe uma oportunidade para um trabalho que sempre sonhou em Nova York. Ela pede a Pete que venha com ela, mas ele declina dizendo que seu desejo de sucesso e fama nunca terminará. Infelizmente Lanie sai para Nova York.
Pete conhece Jack e diz-lhe o quão errado ele é, enquanto Lanie obteve o emprego que Jack previu que não conseguiria. Mas Jack explica que ele estava certo quando Lanie nunca conseguirá o emprego quando ela morrer antes de começar. Ele também dá uma profecia da morte de um famoso jogador de baseball em um acidente de avião. Quando Pete recebe a notícia da morte do jogador de beisebol, como predito por Jack, ele tenta chamar Lanie para avisá-la, mas não pode alcançá-la, então ele voa para Nova York.
Lanie - despreocupada com a profecia de Jack - entrevista seu ídolo, a famosa personalidade da mídia Deborah Connors. Lanie percebe quão mesquinhas são as perguntas de abertura e compartilha um momento sincero com Deborah ao vivo no ar. A entrevista recebe enormes classificações. A rede oferece-lhe imediatamente uma posição, mas Lanie declina, percebendo que quer uma vida com Pete em Seattle.
Quando ela sai do estúdio, um policial entra em conflito com um homem, que dispara uma bala no ar. Pete tenta avisar Lanie do outro lado da rua, mas ela é baleada no fogo cruzado. Lanie morre no centro cirúrgico, mas é revivido. Quando ela acorda, Pete diz a ela que ele a amou desde a primeira vez que a viu, e Lanie diz que ela também o ama. Mais tarde, Pete, Lanie e Tommy assistem ao jogo de beisebol de Cal, enquanto Lanie (em voz baixa) diz que uma parte dela morreu - a parte que não sabia viver uma vida.

## Elenco
- Angelina Jolie - Lanie Kerrigan
- Edward Burns - Pete Scanlon
- Tony Shalhoub - Profeta Jack
- Christian Kane - Cal Cooper
- James Gammon - Pat Kerrigan
- Melissa Errico - Andrea
- Stockard Channing - Deborah Connors
- Lisa Thornhill - Gwen
- Gregory Itzin - Dennis
- Veena Sood - Doutor
- Jesse James Rutherford - Tommy

## Premiações
- - Angelina Jolie recebeu uma indicação ao "Framboesa de Ouro", na categoria "Pior Atriz".